# Kunsthal Gent
Kunsthal Gent è un centro per l'arte contemporanea a Patershol, nel centro di Gand, in Belgio. Il centro offre uno spazio ad artisti, curatori e pubblico per dar vita ad espressioni artistiche contemporanee e progetti culturali innovativi. Il centro è stato aperto nel 2019.

## Architettura
L'edificio che ospita il centro unisce elementi architettonici moderni e storici. Si tratta infatti di un monastero carmelitano (Caermersklooster) del XIII secolo restaurato.

## Mostre
Il centro ospita diverse esposizioni di arte contemporanea di artisti locali e internazionali su diversi medium, tra cui dipinti, sculture, video, arti performative, design e moda. L'avvicendarsi delle esposizioni assicura che vi sia sempre qualcosa di nuovo da vedere come riflesso della natura in continua evoluzione dell'arte contemporanea.
Dal 2018 il museo ospita la mostra intitolata Endless Exihibition ideata dal designer Prem Krishnamurthy a cui contribuiscono artisti e curatori.

## Eventi culturali
Il centro organizza eventi culturali quali conferenze, proiezioni di film e dibattiti pe favorire il dialogo e il pensiero critico su argomenti contemporanei permettendo a visitatori con diversi background di partecipare e contribuire alla comunità artistica.

## Altri servizi
Il centro svolge il ruolo di centro di ricerca e collaborazione offrendo agli artisti residenze artistiche che permettano loro do sviluppare il proprio lavoro in un ambiente collaborativo. Queste residenze terminano generalmente con esposizioni pubbliche o workshop he danno al pubblico la possibilità di intervenire direttamente nel processo creativo.
Il centro offre inoltre workshop e visite guidate a scuole, famiglie e gruppi con lo scopo di rendere l'arte contemporanea accessibile a tutti. I programmi educativi hanno l'obiettivo di demistificare l'arte moderna e incoraggiare un maggior apprezzamento della sua rilevanza e del suo impatto.